# 莫拉斯韦德斯
莫拉斯韦德斯，是西班牙卡斯蒂利亚-莱昂萨拉曼卡省的一个市镇。 总面积52平方公里，总人口414人（2001年），人口密度8人/平方公里。